# Jiřetice (Čepřovice)
Jiřetice jsou malá vesnice, část obce Čepřovice v okrese Strakonice v Jihočeském kraji. Nachází se asi 1,5 kilometru jihovýchodně od Čepřovic. Prochází zde silnice II/142. Je zde evidováno 21 adres. V roce 2011 zde trvale žilo 24 obyvatel.
Jiřetice leží v katastrálním území Jiřetice u Čepřovic o rozloze 1,94 km².

## Historie
První písemná zmínka o vesnici pochází z roku 1490.

## Obyvatelstvo
| Rok            | 1869 | 1880 | 1890 | 1900 | 1910 | 1921 | 1930 | 1950 | 1961 | 1970 | 1980 | 1991 | 2001 | 2011 | 2021 |
| -------------- | ---- | ---- | ---- | ---- | ---- | ---- | ---- | ---- | ---- | ---- | ---- | ---- | ---- | ---- | ---- |
| Počet obyvatel | 136  | 142  | 170  | 158  | 149  | 146  | 122  | 90   | 78   | 75   | 53   | 37   | 36   | 24   | 37   |
| Počet domů     | 20   | 20   | 21   | 21   | 21   | 21   | 23   | 24   | 39   | 19   | 18   | 21   | 22   | 21   | 22   |

## Obecní správa
Při sčítání lidu v letech 1850–1929 Jiřetice byly osadou obce Čepřovice v okrese Strakonice. V letech 1930–1971 byly samostatnou obcí, se kterým patřily nejprve do okresu Strakonice, ale v roce 1950 v okrese Prachatice a od roku 1960 opět v okrese Strakonice. Od 26. listopadu 1971 jsou opět částí obce Čepřovice v okrese Strakonice, kdy se konaly obecní volby. V letech 1949–1971 k obci patřil Koječín.

## Pamětihodnosti
- Usedlosti čp. 4 a 12 (kulturní památka ČR)